# 如皋市人民医院
如皋市人民医院，是中华人民共和国江苏省的一所医院，为二级甲等医院，位于如皋市如城镇宁海路。

## 规模
如皋市人民医院占地面积达110亩，总床位600张，年门急诊25万人次。